# Mamahotel
A mamahotel gúnyos kifejezés arra a napjainkban egyre jellemzőbb jelenségre, hogy számos fiatal sokkal később hagyja el a szülői házat, mint régebben (esetleg el sem hagyja). Felnőtt koruk elején is – lényegében – szüleik tartják el őket.
Nem hazai sajátosságról van szó, mivel Európa más országaiban is terjed ez a jelenség. Angliában 1 millióra becsülik az érintett fiatalok számát. Az OECD adatai szerint csak Spanyolországban csaknem kétmillióan vannak azok a 15–29 évesek, akik otthon laknak, de már nem tanulnak és nem is dolgoznak.

„Nemzetközi jelenséggé nőtte ki magát, hogy a pályakezdő fiatalok még 25 éves koruk után sem hagyják el a szülői házat. Magyarországon is évről évre nő azok száma, akik felnőttként sem költöznek el szüleiktől. Felmérések szerint itthon a huszonévesek kétharmada nem repül ki időben a családi fészekből, pedig az önálló életkezdés, ezzel együtt a munkába állás s a gyermekvállalás kitolódása veszélyes gazdasági, társadalmi problémákhoz vezethet. A pszichológusok egyetértenek abban, hogy egy idő után a szülőknek igenis noszogatniuk kellene a „mamahotelben” ragadt csemetéiket ahelyett, hogy a végtelenségig kiszolgálják őket.”

## Okai
Vekerdy Tamás rámutatott arra, hogy az oktatási rendszerben is kereshetők e jelenség okai, nevezetesen a magyar iskolarendszer nem ösztönöz eléggé az egyéni fejlődésre. A jelenséget „szociális pubertásnak” nevezi. Az érintett fiatalok később válnak munkavállalókká és később válnak szülőkké is, mint ami kedvező lenne.
További okok közé sorolható, hogy a folyamatosan emelkedő ingatlan- és albérletárak miatt nehéz önállóan lakást vásárolni vagy egy albérletet egyedül fenntartani. Sokan ezért az otthon lakást választják, kényszerből vagy anyagi okokból.

## Magyarországi helyzet
Hazai kontextusban, szociológiai szempontból a felnőtté válás érzelmi és egzisztenciális függetlenedési vonatkozásai közül egyre komolyabban meghatározó tényezők az ingatlanárak és a felsőoktatás  drasztikusan megemelkedett költségeinek az arányai.  A fiatal felnőttek jövedelmével, a változó munkaerőpiaci és szakmai gyakorlati tapasztalataival, az esetleges kapunyitási pánik mellett. Az osztályhelyzet és a közgazdaságtan összefüggései, a társadalmi nemek közötti érvényesülési differenciát figyelembe véve. A diákhitel miatti korai eladósodás is egy releváns probléma. A „mamahotel” jelenség manapság egyre gyakrabban a szükség, semmint a pszichés aspektusú egyéni önállóvá válás képtelenségének az eredménye.